# 吴新宇
吴新宇（1973年3月9日—），中国湖南省长沙市人，围棋职业六段棋手。他1986年入段，2000年升为六段。他获1988年全国少年赛冠军、第4届霜花杯第6名。
吴新宇2000年至2002年代表福建队、2003年代表山东齐鲁晚报队、2004年至2006年代表新兴地产队参加围甲联赛。他曾担任杏泽围棋学校教练。他的妻子是围棋职业棋手仇丹云二段。